# Messier 91
Messier 91 (také M91 nebo NGC 4548) je spirální galaxie s příčkou v souhvězdí Vlasů Bereniky. Objevil ji Charles Messier 18. března 1781 a nezávisle na něm William Herschel 8. dubna 1784. Od Země je vzdálená přibližně 56 milionů ly
a je členem Kupy galaxií v Panně. Se svojí magnitudou 10,2 je nejméně jasným objektem Messierova katalogu.

## Pozorování

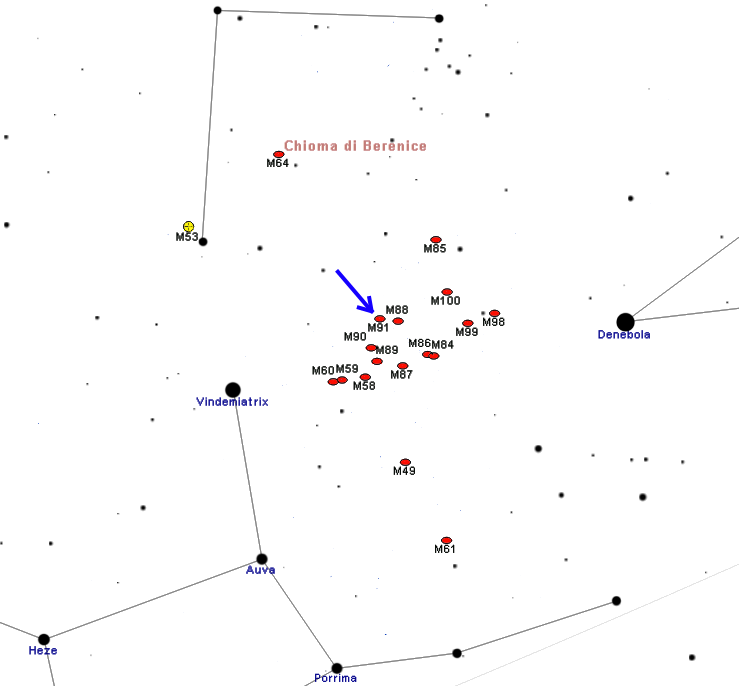
Poloha M 91 v souhvězdí Vlasů Bereniky

M91 na obloze leží v oblasti oblohy bez výrazných hvězd na jižním okraji souhvězdí Vlasů Bereniky u hranice se souhvězdím Panny. Je možné ji najít trochu severovýchodně od poloviny spojnice hvězd Vindemiatrix (ε Virginis) a Denebola (β Leonis). Patří mezi nejobtížněji pozorovatelné objekty Messierova katalogu a kvůli jejímu nevýraznému vzhledu je velmi obtížně pozorovatelná i menšími amatérskými dalekohledy o průměru 80 mm. Její nejvýraznější částí je galaktická příčka, která je vidět jako skvrna protažená od severovýchodu na jihozápad už v dalekohledech o průměru 150 mm. Její galaktické halo je protažené od severu na jih a ukazuje se na snímcích s dlouhou závěrkou, ale i v dalekohledech o průměru 200 až 300 mm.
Její tvar se může lišit podle pozorovacích podmínek: s velkým dalekohledem je pod průzračnou oblohou vidět její mírně oválné halo, takže se zdá být téměř kulatá, zatímco s menším dalekohledem nebo za horších pozorovacích podmínek je vidět pouze její výrazně protáhlá příčka.
Galaxii je možné snadno pozorovat z obou zemských polokoulí a ze všech obydlených oblastí Země, protože má pouze mírnou severní deklinaci. Přesto je na severní polokouli lépe pozorovatelná a během jarních nocí tam vychází vysoko na oblohu, zatímco na jižní polokouli v oblastech více vzdálených od rovníku zůstává poněkud níže nad obzorem. Nejvhodnější období pro její pozorování na večerní obloze je od února do srpna.

## Historie pozorování
Galaxii objevil Charles Messier 18. března 1781 a zařadil ji do svého katalogu, ale místo podrobného popisu pouze poznamenal, že jde o velmi slabou mlhovinu bez hvězd. Messier v této oblasti oblohy nalezl mnoho dalších objektů, ale 18. března 1781 jich nalezl nejvíce - kromě M91 ještě 7 dalších galaxií a navíc kulovou hvězdokupu Messier 92 v souhvězdí Herkula. Při zápisu polohy M91 však Messier udělal chybu, takže byla na dlouhou dobu považována za neexistující objekt. Americký amatérský astronom William C. Williams však odhalil, že Messier určil polohu pomocí M89, ale místo toho zapsal M58. Ověřil tak, že galaxie NGC 4548, kterou nezávisle spoluobjevil William Herschel 8. dubna 1784, je ve skutečnosti objektem, který Messier objevil a zapsal do svého katalogu pod číslem 91.

## Vlastnosti

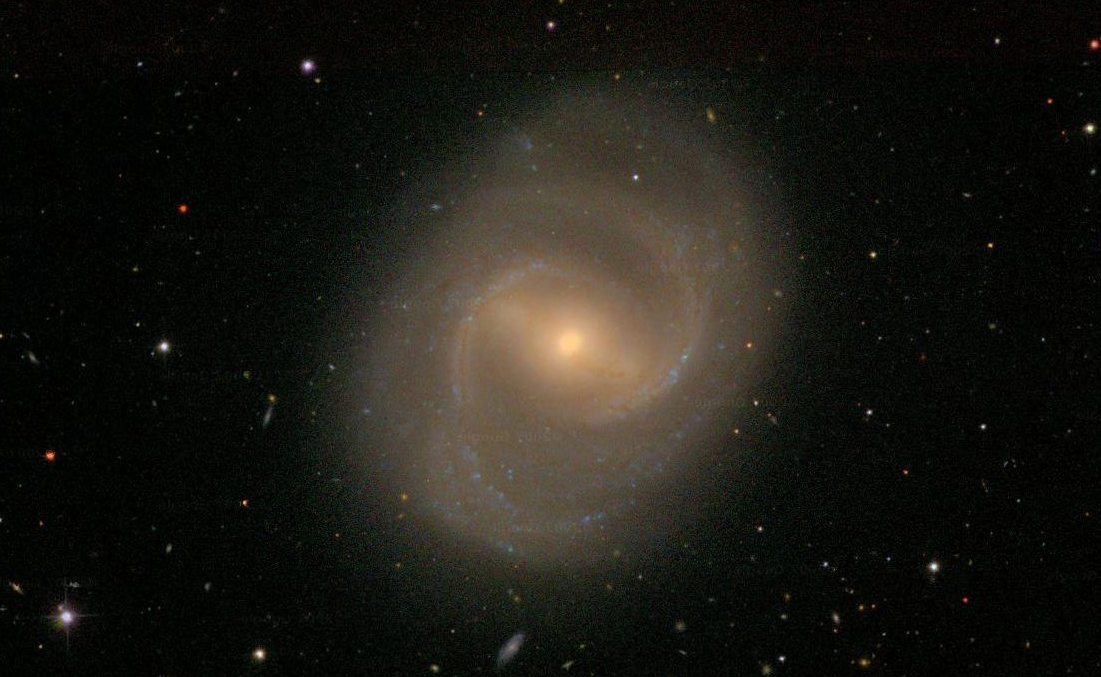
M91 na snímku z přehlídky SDSS

M91 má skutečný průměr přibližně 80 000 světelných let, takže je poněkud menší než galaxie Mléčná dráha. Také její hmotnost 90 miliard hmotností Slunce je menší. Podle Hubbleovy klasifikace galaxií je typu SBb, je to tedy střední typ spirální galaxie s příčkou. Její vzdálenost se odhaduje na 56 milionů ly a radiální rychlost přibližně na 500 km/s.
Ovšem protože se celá Kupa galaxií v Panně, jejímž je členem, od Země vzdaluje rychlostí asi 1 100 km/s, pohybuje se M91 vzhledem ke kupě poměrně velkou rychlostí asi 600 km/s.

### Knihy
- O'MEARA, Stephen James. Deep Sky Companions: The Messier Objects. New York: Cambridge University Press, 1998. Dostupné online. ISBN 0-521-55332-6. (anglicky)

### Mapy hvězdné oblohy
- Toshimi Taki. Taki's 8.5 Magnitude Star Atlas [online]. 2005 [cit. 2018-07-11]. Dostupné v archivu pořízeném dne 2018-11-05. (anglicky) - Atlas hvězdné oblohy volně stažitelný ve formátu PDF.
- TIRION; RAPPAPORT; LOVI. Uranometria 2000.0 - Volume I - The Northern Hemisphere to -6°. Richmond, Virginia, USA: Willmann-Bell, inc., 1987. Dostupné online. ISBN 0-943396-14-X.
- TIRION; SINNOTT. Sky Atlas 2000.0. 2. vyd. Cambridge, USA: Cambridge University Press, 1998. ISBN 0-933346-90-5.
- TIRION. The Cambridge Star Atlas 2000.0. 3. vyd. Cambridge, USA: Cambridge University Press, 2001. Dostupné online. ISBN 0-521-80084-6.